# Javier García Gómez
Javier García Gómez (17 de mayo de 1975) es un deportista español que compitió en duatlón.
Ganó dos medallas en el Campeonato Mundial de Duatlón, en los años 2005 y 2007, y dos medallas en el Campeonato Europeo de Duatlón, en los años 2003 y 2008. Además, obtuvo una medalla en el Campeonato Mundial de Duatlón de Larga Distancia de 2007.

## Palmarés internacional
| Campeonato Mundial | Campeonato Mundial     | Campeonato Mundial | Campeonato Mundial |
| Año                | Lugar                  | Medalla            | Prueba             |
| ------------------ | ---------------------- | ------------------ | ------------------ |
| 2005               | Newcastle ( Australia) | Medalla de bronce  | Individual         |
| 2007               | Győr ( Hungría)        | Medalla de plata   | Relevos            |
| Campeonato Europeo |                        |                    |                    |
| Año                | Lugar                  | Medalla            | Prueba             |
| 2003               | Varallo ( Italia)      | Medalla de bronce  | Individual         |
| 2008               | Serres ( Grecia)       | Medalla de plata   | Relevos            |

| Campeonato Mundial | Campeonato Mundial         | Campeonato Mundial | Campeonato Mundial |
| Año                | Lugar                      | Medalla            | Prueba             |
| ------------------ | -------------------------- | ------------------ | ------------------ |
| 2007               | Richmond ( Estados Unidos) | Medalla de plata   | Individual         |